# Monety kolekcjonerskie PRL
Monety kolekcjonerskie PRL – monety o obiegowym statusie prawnym, emitowane przez Narodowy Bank Polski w latach 1972–1989 z umieszczonymi na awersie nazwą państwa „Polska Rzeczpospolita Ludowa” oraz godłem w postaci orła bez korony, emitowane w nominałach od 50 złotych do 200 000 złotych, z rewersami poświęconymi wybranym tematom kolekcjonerskim, bite w metalach szlachetnych przeważnie stemplem lustrzanym, wprowadzane do obiegu kolekcjonerskiego w cenach przekraczających ich nominał.
W latach 1964–1988 w Mennicy Państwowej w Warszawie były również bite próbne monety kolekcjonerskie PRL, o nieobiegowym statusie prawnym, najczęściej z napisem „PRÓBA”.

## Rys historyczny
Od 1960 r. w Polsce trwały prace nad monetami pamiątkowymi, nazwanymi w późniejszym okresie przez rynek kolekcjonerski i NBP okolicznościowymi. W początkowych założeniach miały one funkcjonować w obrocie pieniężnym obok monet powszechnego obiegu. W 1964 r. w obiegu znalazła się pierwsza taka moneta – awangardowa, miedzioniklowa 10-złotówka Wacława Kowalika z okazji 600-lecia Uniwersytetu Jagiellońskiego, która rozpoczęła ciąg – początkowo bardzo interesujących plastycznie – monet okolicznościowych, bitych w niewielkiej liczbie (jedna–dwie rocznie) ale w dużych nakładach. W latach 70. XX w. tematy okolicznościowe przeniesiono na 20-złotówki, a na przełomie lat 70. i 80. na 50-złotówki. W latach 1974–1976 wprowadzano do masowego obiegu co rok srebrną monetę okolicznościową o nominale 200 złotych. Z biegiem lat emisje okolicznościowe przestały praktycznie trafiać do normalnego obiegu i odgrywać jakąkolwiek rolę prócz handlowo-kolekcjonerskiej.
W 1972 r. Narodowy Bank Polski rozpoczął emitowanie monet przeznaczonych wyłącznie dla kolekcjonerów, z reguły opatrzonych fikcyjnym nominałem oderwanym całkowicie od ceny za jaką opuszczają one bank. W założeniach z lat 60. XX w. monety pamiątkowe miały służyć potrzebom propagandowym PRL, jednak dość prędko zaczęły tworzyć odrębny świat serii obrazków, które uważano za szczególnie atrakcyjne na rynku krajowym (np. władcy Polski, zabytki) lub zagranicznym (np. ochrona przyrody, sport), co w całej rozciągłości dotyczyło również emisji ściśle kolekcjonerskich.
Od lat 70. XX w., do początku XXI wieku w katalogach numizmatycznych monety kolekcjonerskie PRL były grupowane w tych samym rozdziale co monety powszechnego obiegu oraz monety okolicznościowe (obiegowe z wizerunkiem okolicznościowym). W odrębnych rozdziałach umieszczano tylko monety próbne PRL łącząc najczęściej ze sobą próby kolekcjonerskie i technologiczne. W opracowaniach z początku drugiego dziesięciolecia XXI w. razem zgrupowano już tylko monety powszechnego obiegu i okolicznościowe Polskiej Rzeczypospolitej Ludowej, kolekcjonerskie zaś wyodrębniono do osobnego rozdziału, podobnie jak uczyniono to z próbnymi monetami kolekcjonerskimi tego okresu.

## Emisje kolekcjonerskie
Pierwszą monetą kolekcjonerską wprowadzoną do obiegu 18 listopada 1972 r. była srebrna 50-złotówka bita stemplem lustrzanym z profilem Fryderyka Chopina na rewersie. Rok później, bo 8 grudnia 1973 r., wprowadzono 100-złotówkę z głową Mikołaja Kopernika. Obydwie monety, jako jedyne w okresie kolekcjonerskim PRL, doczekały się ponownych emisji – w roku 1974.
Okolicznościowe, masowe emisje srebrnych 200-złotówek z lat 1974–1976 miały również swoje odpowiedniki kolekcjonerskie. Wyemitowanej w nakładzie ponad 13 mln sztuk okolicznościowej 200-złotówce z okazji trzydziestolecia PRL z 1974 r. towarzyszyła moneta o identycznych rysunkach awersu i rewersu, ale wybita stemplem lustrzanym i rozprowadzana na zasadach kolekcjonerskich (opakowanie, cena). Z pozostałych dwóch srebrnych, masowych emisji okolicznościowych 200-złotówek wyselekcjonowano starannie wybite egzemplarze w celu dystrybucji kolekcjonerskiej.
W 1976 r., 25 lutego, do obiegu kolekcjonerskiego trafiły dwie pierwsze bite w złocie (próby 900) monety. Były to też pierwsze 500-złotówki, a przedstawiały profile Tadeusza Kościuszki (jedna) i Kazimierza Pułaskiego (druga). Miały masę 29,95 grama każda.
W 1977 r., 25 kwietnia, Narodowy Bank Polski wprowadził do obrotu kolekcjonerskiego pierwszą monetę o nominale 2000 złotych, bitą w złocie Au900 na krążkach o masie 8 gramów.
Od 31 grudnia 1979 r., wyłącznie do obiegu kolekcjonerskiego, zaczęły wchodzić zmienione 200-złotowe monety srebrne, z których pierwsza przedstawiała na rewersie popiersie Mieszka I. W porównaniu z okolicznościowymi wersjami tego nominału z połowy lat 70. XX w. zwiększono średnicę (z 31 do 33 mm), masę (z 14,5 do 17,6 grama), zmieniono rant (z ząbkowanego na gładki), zdecydowano o stopie srebra (Ag750) i oczywiście sposobie bicia (stempel lustrzany).
Przy okazji emisji srebrnej okolicznościowej 1000-złotówki z Janem Pawłem II, w 1982 i 1983 r. powrócono do selekcji starannie wybitych egzemplarzy i rozprowadzania ich na zasadach kolekcjonerskich, a w 1983 r. wybito stemplem lustrzanym pierwszą 1000-złotówkę, czyli w standardzie kojarzonym z monetami kolekcjonerskimi.
W 1982 r. zezwolono szwajcarskiej mennicy Valcambi na emisję kolekcjonerskich monet PRL z Janem Pawłem II o nominałach 100- i 200 złotych w srebrze oraz 1000-, 2000- i 10 000 złotych w złocie, każda w dwóch wersjach – bita stemplem lustrzanym albo zwykłym.
16 października 1984 r. do obiegu kolekcjonerskiego wprowadzono pierwszą srebrną 500-złotówkę.
Przy okazji okolicznościowych emisji srebrnych z:
- Janem Pawłem II z pastorałem w półprofilu (10 000 złotych, 1987) oraz
- Józefem Piłsudskim, 70. rocznica odzyskania niepodległości (50 000 złotych, 1988),

na rynek zostały również wprowadzone ich wersje kolekcjonerskie, bite stemplem lustrzanym.
W roku 1989 wyemitowano srebrne monety kolekcjonerskie o nominale 5000- oraz 20 000 złotych.
W latach 1987–1989 przeprowadzano emisje w złocie trzech serii, z identycznym wzorem rewersu ale innym dla każdego roku, poświęconych Janowi Pawłowi II, bitych w nominałach: 1000-, 2000-, 5000- 10 000- i 200 000 złotych, z których 10 000 złotych w dwóch przypadkach (1988 i 1989) miało również swoje wersje srebrne. Również w 1988 i 1989 r. wybito tylko w srebrze i tylko w nominale 10 000 złotych dwie inne monety kolekcjonerskie poświęcone Janowi Pawłowi II.

## Monety z mennicy Valcambi
W 1982 r., 5 października, Narodowy Bank Polski upamiętniając drugą wizytę Jana Pawła II w Polsce wprowadził do obiegu kolekcjonerskiego kilka monet z Janem Pawłem II, do emisji których wykorzystano dwa projekty Stanisławy Wątróbskiej-Frindt:
- Jan Paweł II z profilu,
- Jan Paweł II z pastorałem w półprofilu.

Mennica Państwowa według pierwszego projektu wykonała w latach 1982 i 1983 emisje w srebrze okolicznościowej 1000-złotówki (1982 – ponad 800 tys., 1983 – ponad 1,5 mln szt.), dystrybuując w standardzie kolekcjonerskim (opakowanie, cena) starannie wybite egzemplarze, przy okazji wypuszczając (tylko w 1983 r.) dodatkowe 10 000 sztuk stemplem lustrzanym.
Ta sama mennica według drugiego projektu w roku 1982 wybiła w srebrze jedynie próbę kolekcjonerską 1000-złotową, masowo wykorzystując go dopiero w 1987 r. poprzez wprowadzenie do obiegu srebrnych monet o nominale 10 000 złotych:
- okolicznościowej (bitej stemplem zwykłym) i
- kolekcjonerskiej (bitej stemplem lustrzanym),

tym razem z okazji już trzeciej wizyty w Polsce Jana Pawła II.
Zgodę na wykorzystanie obydwu projektów Stanisławy Wątróbskiej-Frindt do bicia monet oficjalnie wprowadzonych do obiegu przez NBP otrzymała szwajcarska mennica Valcambi z Balerny, która z datą 1982 wyemitowała:
- w srebrze:
  - 100 złotych z profilem Jana Pawła II (stemplem lustrzanym i zwykłym)
  - 200 złotych z profilem Jana Pawła II (stemplem lustrzanym i zwykłym),
- w złocie:
  - 1000 złotych z Janem Pawłem II z pastorałem w półprofilu (stemplem lustrzanym i zwykłym),
  - 2000 złotych z Janem Pawłem II z pastorałem w półprofilu (stemplem lustrzanym i zwykłym),
  - 10 000 złotych z Janem Pawłem II z pastorałem w półprofilu (stemplem lustrzanym i zwykłym).

W literaturze tematu monety z mennicy Valcambi po raz pierwszy zostały opisane w 1988 r. Z biegiem jednak czasu w katalogach zaczęto wymieniać również bicia szwajcarskie z lat 1985 i 1986. Pojawiła się także hybrydowa, jak zaznaczano nieoficjalna, moneta srebrna 10 000 złotych z 1986 r. bita stemplem lustrzanym albo zwykłym z rewersem według pierwszego projektu (profil Jana Pawła II) i awersem drugiego. Z upływem czasu w obrocie kolekcjonerskim, jak również w katalogach, zaczęły występować także wersje szwajcarskich emisji z napisem „PRÓBA”.
W końcu drugiego dziesięciolecia XXI w. przeprowadzając kwerendę w Narodowym Banku Polskim zweryfikowano stan prawny emisji zagranicznych z Janem Pawłem II z lat 1982–1986. Wykonano również gruntową analizę stempli użytych do ich bicia. W efekcie za legalne monety kolekcjonerskie uznano jedynie wszystkie z 1982 r. bez napisu „PRÓBA”. Egzemplarze z 1985 r. bez napisu „PRÓBA” włączono do prób technologicznych. W stosunku do wszystkich pozostałych, w tym przede wszystkim bić z rokiem 1986, stwierdzono, że są niestaranną imitacją oryginałów szwajcarskich z lat 1982 i 1985, mają nieznane pochodzenie i autorstwo, a więc nadano im status monet nieoficjalnych (fałszywych).

## Charakterystyka
W całym okresie emisji kolekcjonerskich PRL wybito 111 monet w 11 nominałach w dwóch mennicach:
- państwowej w Warszawie oraz
- Valcambi ze Szwajcarii.

Mennica Valcambi wybiła 10 monet  w 5 nominałach, z czego każdy – stemplem lustrzanym oraz zwykłym. Mennica Państwowa swoje emisje kolekcjonerskie wykonywała w przeważającej liczbie przy zastosowaniu stempla lustrzanego – tylko dwie monety złote o nominale 10 000 złotych z Janem Pawłem II (1988 i 1989) bito zarówno stemplem lustrzanym jak i zwykłym.
Monety kolekcjonerskie PRL emitowano w srebrze (77 sztuk) oraz złocie (34 sztuki). Korzystano ze srebra próby:
- 625 – 32 monety,
- 750 – 41 monet,
- 999 – 4 monety.

Emisje złote wykonywano na krążkach próby:
- 900 (18 monet) oraz
- 999 (16 monet).

Nakłady kolekcjonerskich monet wahały się od kilkuset sztuk (emisje złote) do ponad 100 000 sztuk (srebrne emisje z Tadeuszem Kościuszką i Kazimierzem Pułaskim).
Z wyjątkiem trzech złotych monet o najwyższym nominale 200 000 złotych z Janem Pawłem II emitowanych w latach 1987–1989, dla wszystkich pozostałych bitych przez Mennicę Państwową, różniących się od siebie rewersami, istnieją ich odpowiedniki w serii prób niklowych. Dla dwóch pierwszych, tj. 50 złotych 1972 z Fryderykiem Chopinem i 100 złotych 1973 z Mikołajem Kopernikiem, mających swoje drugie emisje (1974), wersja próbna niklowa powstała tylko dla pierwszego rocznika każdej z nich.
Monety kolekcjonerskie PRL, poza trzema wyjątkami (pierwszymi 200-złotówkami), bito z rantem gładkim.

## Lista monet kolekcjonerskich PRL

### 50 złotych[13][1]
| Lp. | Nominał    | Rok  | Nazwa                    | Parametry      | Parametry     | Parametry | Parametry | Nakład | Projekt              | Wprowadzona       | Nr Parch. | Uwagi | Zdjęcie        |
| Lp. | Nominał    | Rok  | Nazwa                    | Materiał       | Średnica (mm) | Masa (g)  | Stempel   | Nakład | Projekt              | Wprowadzona       | Nr Parch. | Uwagi | Zdjęcie        |
| --- | ---------- | ---- | ------------------------ | -------------- | ------------- | --------- | --------- | ------ | -------------------- | ----------------- | --------- | --- | -------------- |
| 1   | 50 złotych | 1972 | Fryderyk Chopin (profil) | srebro (Ag750) | 30            | 12,75     | lustrzany | 49 999 | Jerzy Jarnuszkiewicz | 18 listopada 1972 | 256a      | - jedna z dwóch monet kolekcjonerskich PRL bitych więcej niż w jednym roczniku - z takim samym wzorem rewersu wybito w złocie kolekcjonerskie 2000 złotych (1977) | awers i rewers |
| 2   | 50 złotych | 1974 | Fryderyk Chopin (profil) | srebro (Ag750) | 30            | 12,75     | lustrzany | 10 375 | Jerzy Jarnuszkiewicz | 18 listopada 1972 | 256b      | - jedna z dwóch monet kolekcjonerskich PRL bitych więcej niż w jednym roczniku - z takim samym wzorem rewersu wybito w złocie kolekcjonerskie 2000 złotych (1977) | awers i rewers |

### 100 złotych[38][36][1]
| Lp. | Nominał     | Rok  | Nazwa                                                    | Parametry      | Parametry     | Parametry | Parametry | Nakład  | Projekt                                                        | Wprowadzona          | Nr Parch. | Uwagi | Zdjęcie        |
| Lp. | Nominał     | Rok  | Nazwa                                                    | Materiał       | Średnica (mm) | Masa (g)  | Stempel   | Nakład  | Projekt                                                        | Wprowadzona          | Nr Parch. | Uwagi | Zdjęcie        |
| --- | ----------- | ---- | -------------------------------------------------------- | -------------- | ------------- | --------- | --------- | ------- | -------------------------------------------------------------- | -------------------- | --------- | --- | -------------- |
| 3   | 100 złotych | 1973 | Mikołaj Kopernik (włosy dotykają obrzeża)                | srebro (Ag625) | 32            | 16,5      | lustrzany | 51 048  | Anna Jarnuszkiewicz                                            | 8 grudnia 1973       | 269a      | - jedna z dwóch monet kolekcjonerskich PRL bitych więcej niż w jednym roczniku - istnieje bardzo podobna próba kolekcjonerska (1973) z włosami niedotykającymi obrzeża                                                       | awers i rewers |
| 4   | 100 złotych | 1974 | Mikołaj Kopernik (włosy dotykają obrzeża)                | srebro (Ag625) | 32            | 16,5      | lustrzany | 50 000  | Anna Jarnuszkiewicz                                            | 8 grudnia 1973       | 269b      | - jedna z dwóch monet kolekcjonerskich PRL bitych więcej niż w jednym roczniku - istnieje bardzo podobna próba kolekcjonerska (1973) z włosami niedotykającymi obrzeża                                                       | awers i rewers |
| 5   | 100 złotych | 1974 | Maria Skłodowska-Curie (twarz)                           | srebro (Ag625) | 32            | 16,5      | lustrzany | 50 000  | awers – Ewa Olszewska-Borys rewers – Anna Jarnuszkiewicz       | 31 grudnia 1974      | 270       | z takim samym rysunkiem rewersu wybito kolekcjonerskie: w złocie 2000 złotych (1979) oraz w srebrze próbę (1974) | awers i rewers |
| 6   | 100 złotych | 1975 | Zamek Królewski w Warszawie                              | srebro (Ag625) | 32            | 16,5      | lustrzany | 50 177  | Stanisława Wątróbska                                           | 6 marca 1975         | 271       | istnieje również próba kolekcjonerska | awers i rewers |
| 7   | 100 złotych | 1975 | Helena Modrzejewska (mała głowa)                         | srebro (Ag625) | 32            | 16,5      | lustrzany | 60 158  | Stanisława Wątróbska                                           | 16 października 1975 | 272       | | awers i rewers |
| 8   | 100 złotych | 1975 | Ignacy Jan Paderewski (lewy profil)                      | srebro (Ag625) | 32            | 16,5      | lustrzany | 60 184  | Stanisława Wątróbska                                           | 16 października 1975 | 273       | | awers i rewers |
| 9   | 100 złotych | 1976 | Tadeusz Kościuszko (profil)                              | srebro (Ag625) | 32            | 16,5      | lustrzany | 100 148 | awers – Stanisława Wątróbska rewers – Stanisław Plęskowski     | 25 lutego 1976       | 274       | z takim samym rysunkiem rewersu wybito w złocie kolekcjonerskie: 500-złotówkę oraz próbę 500 złotych (1976) | awers i rewers |
| 10  | 100 złotych | 1976 | Kazimierz Pułaski (profil)                               | srebro (Ag625) | 32            | 16,5      | lustrzany | 100 334 | Stanisława Wątróbska                                           | 25 lutego 1976       | 275       | z takim samym rysunkiem rewersu wybito w złocie kolekcjonerskie: 500-złotówkę oraz próbę 500 złotych (1976) | awers i rewers |
| 11  | 100 złotych | 1977 | Ochrona środowiska – żubr                                | srebro (Ag625) | 32            | 16,5      | lustrzany | 30 000  | awers – Stanisława Wątróbska rewers – Wojciech Czerwosz        | 21 stycznia 1977     | 276       | istnieje również próba kolekcjonerska | awers i rewers |
| 12  | 100 złotych | 1977 | Henryk Sienkiewicz (profil, mała głowa)                  | srebro (Ag625) | 32            | 16,5      | lustrzany | 20 000  | Stanisława Wątróbska                                           | 1 czerwca 1977       | 277       | istnieje również próba kolekcjonerska | awers i rewers |
| 13  | 100 złotych | 1977 | Władysław Reymont (prawy półprofil)                      | srebro (Ag625) | 32            | 16,5      | lustrzany | 20 150  | awers – Stanisława Wątróbska rewers – Anna Jarnuszkiewicz      | 1 czerwca 1977       | 278       | istnieje również próba kolekcjonerska | awers i rewers |
| 14  | 100 złotych | 1977 | Zamek Królewski na Wawelu – Kurza Stopka                 | srebro (Ag625) | 32            | 16,5      | lustrzany | 30 000  | awers – Stanisława Wątróbska rewers – Józef Markiewicz-Nieszcz | 7 października 1977  | 279       | | awers i rewers |
| 15  | 100 złotych | 1978 | Adam Mickiewicz (głowa)                                  | srebro (Ag625) | 32            | 16,5      | lustrzany | 30 000  | awers – Stanisława Wątróbska rewers – Józef Markiewicz-Nieszcz | 31 stycznia 1978     | 280       | | awers i rewers |
| 16  | 100 złotych | 1978 | Ochrona środowiska – łoś                                 | srebro (Ag625) | 32            | 16,5      | lustrzany | 30 000  | Stanisława Wątróbska                                           | 16 marca 1978        | 281       | | awers i rewers |
| 17  | 100 złotych | 1978 | Janusz Korczak (en face)                                 | srebro (Ag625) | 32            | 16,5      | lustrzany | 30 000  | awers – Stanisława Wątróbska rewers – Ewa Olszewska-Borys      | 30 sierpnia 1978     | 282       | | awers i rewers |
| 18  | 100 złotych | 1978 | Ochrona środowiska – bóbr (na konarze)                   | srebro (Ag625) | 32            | 16,5      | lustrzany | 30 000  | Stanisława Wątróbska                                           | 12 października 1978 | 283       | | awers i rewers |
| 19  | 100 złotych | 1979 | Henryk Wieniawski (napisy w niepełnym otoku, duża głowa) | srebro (Ag625) | 32            | 16,5      | lustrzany | 30 000  | awers – Stanisława Wątróbska rewers – Ewa Olszewska-Borys      | 13 lutego 1979       | 284       | | awers i rewers |
| 20  | 100 złotych | 1979 | Ludwik Zamenhof (profil)                                 | srebro (Ag625) | 32            | 16,5      | lustrzany | 30 000  | Stanisława Wątróbska                                           | 29 marca 1979        | 285       | | awers i rewers |
| 21  | 100 złotych | 1979 | Ochrona środowiska – ryś (mały)                          | srebro (Ag625) | 32            | 16,5      | lustrzany | 20 000  | Stanisława Wątróbska                                           | 13 kwietnia 1979     | 286       | | awers i rewers |
| 22  | 100 złotych | 1979 | Ochrona środowiska – kozica (duża)                       | srebro (Ag625) | 32            | 16,5      | lustrzany | 20 000  | Stanisława Wątróbska                                           | 1 czerwca 1979       | 287       | | awers i rewers |
| 23  | 100 złotych | 1980 | Igrzyska XXII olimpiady (biegacz)                        | srebro (Ag625) | 32            | 16,5      | lustrzany | 10 000  | awers – Stanisława Wątróbska rewers – Ewa Olszewska-Borys      | 22 października 1979 | 288       | z takim samym rysunkiem rewersu wybito w miedzioniklu okolicznościową 20-złotówkę (1980) | awers i rewers |
| 24  | 100 złotych | 1980 | Jan Kochanowski (mniejszy półprofil)                     | srebro (Ag625) | 32            | 16,5      | lustrzany | 10 000  | Stanisława Wątróbska                                           | 25 czerwca 1980      | 289       | | awers i rewers |
| 25  | 100 złotych | 1980 | Ochrona środowiska – głuszec                             | srebro (Ag625) | 32            | 16,5      | lustrzany | 18 000  | Stanisława Wątróbska                                           | 28 listopada 1980    | 290       | | awers i rewers |
| 26  | 100 złotych | 1981 | Władysław Sikorski (profil)                              | srebro (Ag625) | 32            | 16,5      | lustrzany | 12 000  | awers – Stanisława Wątróbska rewers – Józef Markiewicz-Nieszcz | 18 września 1981     | 291       | z takim samym rysunkiem rewersu wybito w miedzioniklu okolicznościową 50-złotówkę (1981) | awers i rewers |
| 27  | 100 złotych | 1981 | Ochrona środowiska – koń                                 | srebro (Ag625) | 32            | 16,5      | lustrzany | 12 000  | Stanisława Wątróbska                                           | 18 września 1981     | 292       | | awers i rewers |
| 28  | 100 złotych | 1982 | Ochrona środowiska – bocian                              | srebro (Ag625) | 32            | 16,5      | lustrzany | 12 000  | Stanisława Wątróbska                                           | 22 sierpnia 1982     | 293       | | awers i rewers |
| 29  | 100 złotych | 1982 | Jan Paweł II                                             | srebro (Ag750) | 30            | 14,15     | zwykły    | 8700    | Stanisława Wątróbska                                           | 5 października 1982  | 294a      | - bita przez szwajcarską mennicę Valcambi za zgodą NBP - z takim samym rysunkiem rewersu wybito w mennicy Valcambi kolekcjonerskie 200-złotówki (1982) oraz w Mennicy Państwowej okolicznościowe 1000-złotówki (1982 i 1983) | awersrewers    |
| 30  | 100 złotych | 1982 | Jan Paweł II                                             | srebro (Ag750) | 30            | 14,15     | lustrzany | 3750    | Stanisława Wątróbska                                           | 5 października 1982  | 294b      | - bita przez szwajcarską mennicę Valcambi za zgodą NBP - z takim samym rysunkiem rewersu wybito w mennicy Valcambi kolekcjonerskie 200-złotówki (1982) oraz w Mennicy Państwowej okolicznościowe 1000-złotówki (1982 i 1983) | awers i rewers |
| 31  | 100 złotych | 1983 | Ochrona środowiska – niedźwiedź                          | srebro (Ag625) | 2             | 16,5      | lustrzany | 8000    | awers – Stanisława Wątróbska rewers – Ewa Tyc-Karpińska        | 29 października 1983 | 295       | | awers i rewers |

### 200 złotych[21][36][1]
| Lp. | Nominał     | Rok  | Nazwa                                                                  | Parametry      | Parametry     | Parametry | Parametry    | Nakład | Projekt                                                        | Wprowadzona          | Nr Parch. | Uwagi | Zdjęcie        |
| Lp. | Nominał     | Rok  | Nazwa                                                                  | Materiał       | Średnica (mm) | Masa (g)  | Stempel      | Nakład | Projekt                                                        | Wprowadzona          | Nr Parch. | Uwagi | Zdjęcie        |
| --- | ----------- | ---- | ---------------------------------------------------------------------- | -------------- | ------------- | --------- | ------------ | ------ | -------------------------------------------------------------- | -------------------- | --------- | --- | -------------- |
| 32  | 200 złotych | 1974 | XXX lat PRL                                                            | srebro (Ag625) | 31            | 14,5      | lustrzany    | 6000   | Józef Markiewicz-Nieszcz                                       | 30 kwietnia 1974     | 304b      | - rant ząbkowany - istnieje wersja okolicznościowa bita stemplem zwykłym (13 062 041 szt.) | awers i rewers |
| 33  | 200 złotych | 1975 | XXX rocznica zwycięstwa nad faszyzmem 1945–1975 (żołnierze)            | srebro (Ag750) | 31            | 14,5      | lustrzany(?) | 10 100 | Stanisława Wątróbska                                           | 28 czerwca 1975      | 305b      | - rant ząbkowany - jak okolicznościowa, ale dystrybuowana przez NBP w pudełkach jako wyselekcjonowana z okolicznościowej emisji (1 825 900 szt.), a być może bita stemplem lustrzanym                                        | awersrewers    |
| 34  | 200 złotych | 1976 | Igrzyska XXI olimpiady (koła olimpijskie i znicz)                      | srebro (Ag625) | 31            | 14,5      | zwykły       | 10 100 | Stanisława Wątróbska                                           | 15 maja 1976         | 306b      | - rant ząbkowany - jak okolicznościowa, ale dystrybuowana przez NBP w pudełkach jako wyselekcjonowana z okolicznościowej emisji (2 072 401 szt.) - istnieje również próba kolekcjonerska                                     | awersrewers    |
| 35  | 200 złotych | 1979 | Mieszko I (popiersie)                                                  | srebro (Ag750) | 33            | 17,6      | lustrzany    | 12 150 | Stanisława Wątróbska                                           | 31 grudnia 1979      | 307       | z takim samym rysunkiem rewersu wybito w miedzioniklu okolicznościową 50-złotówkę (1979) oraz w złocie kolekcjonerską monetę o nominale 2000 złotych (1979)                                                                  | awers i rewers |
| 36  | 200 złotych | 1980 | XIII zimowe igrzyska olimpijskie Lake Placid 1980 (skoczek bez znicza) | srebro (Ag750) | 33            | 17,6      | lustrzany    | 28 040 | Stanisława Wątróbska                                           | 31 sierpnia 1979     | 308       | z takim samym wzorem rewersu wybito w złocie kolekcjonerską monetę o nominale 2000 złotych (1980) | awers i rewers |
| 37  | 200 złotych | 1980 | XIII zimowe igrzyska olimpijskie Lake Placid 1980 (skoczek ze zniczem) | srebro (Ag750) | 33            | 17,6      | lustrzany    | 32 040 | Stanisława Wątróbska                                           | 31 sierpnia 1979     | 309       | | awers i rewers |
| 38  | 200 złotych | 1980 | Bolesław I Chrobry (popiersie)                                         | srebro (Ag750) | 33            | 17,6      | lustrzany    | 12 000 | Stanisława Wątróbska                                           | 7 sierpnia 1980      | 310       | z takim samym rysunkiem rewersu wybito w miedzioniklu okolicznościową 50-złotówkę (1980) oraz w złocie kolekcjonerską monetę o nominale 2000 złotych (1980)                                                                  | awers i rewers |
| 39  | 200 złotych | 1980 | Kazimierz I Odnowiciel (popiersie)                                     | srebro (Ag750) | 33            | 17,6      | lustrzany    | 12 000 | awers – Stanisława Wątróbska rewers – Ewa Olszewska-Borys      | 28 listopada 1980    | 311       | z takim samym rysunkiem rewersu wybito w miedzioniklu okolicznościową 50-złotówkę (1980) oraz w złocie kolekcjonerską monetę o nominale 2000 złotych (1980)                                                                  | awers i rewers |
| 40  | 200 złotych | 1981 | Bolesław II Śmiały (popiersie)                                         | srebro (Ag750) | 33            | 17,6      | lustrzany    | 12 000 | awers – Stanisława Wątróbska rewers – Ewa Olszewska-Borys      | 15 maja 1981         | 312       | z takim samym rysunkiem rewersu wybito w miedzioniklu okolicznościową 50-złotówkę (1981) oraz w złocie kolekcjonerską monetę o nominale 2000 złotych (1981)                                                                  | awers i rewers |
| 41  | 200 złotych | 1981 | Władysław I Herman (popiersie)                                         | srebro (Ag750) | 33            | 17,6      | lustrzany    | 12 000 | Stanisława Wątróbska                                           | 15 maja 1981         | 313       | z takim samym rysunkiem rewersu wybito w miedzioniklu okolicznościową 50-złotówkę (1981) oraz w złocie kolekcjonerską monetę o nominale 2000 złotych (1981)                                                                  | awers i rewers |
| 42  | 200 złotych | 1982 | XII mistrzostwa świata w piłce nożnej (Hiszpania 1982)                 | srebro (Ag750) | 33            | 17,6      | lustrzany    | 21 000 | awers – Stanisława Wątróbska rewers – Józef Markiewicz-Nieszcz | 11 listopada 1981    | 314       | | awers i rewers |
| 43  | 200 złotych | 1982 | Bolesław III Krzywousty (popiersie)                                    | srebro (Ag750) | 33            | 17,6      | lustrzany    | 12 000 | awers – Stanisława Wątróbska rewers – Ewa Olszewska-Borys      | 22 sierpnia 1982     | 315       | z takim samym rysunkiem rewersu wybito w miedzioniklu okolicznościową 50-złotówkę (1982) | awers i rewers |
| 44  | 200 złotych | 1982 | Jan Paweł II                                                           | srebro (Ag750) | 40            | 28,3      | zwykły       | 3000   | Stanisława Wątróbska                                           | 5 października 1982  | 316a      | - bita przez szwajcarską mennicę Valcambi za zgodą NBP - z takim samym rysunkiem rewersu wybito w mennicy Valcambi kolekcjonerskie 100-złotówki (1982) oraz w Mennicy Państwowej okolicznościowe 1000-złotówki (1982 i 1983) | awersrewers    |
| 45  | 200 złotych | 1982 | Jan Paweł II                                                           | srebro (Ag750) | 40            | 28,3      | lustrzany    | 3650   | Stanisława Wątróbska                                           | 5 października 1982  | 316b      | - bita przez szwajcarską mennicę Valcambi za zgodą NBP - z takim samym rysunkiem rewersu wybito w mennicy Valcambi kolekcjonerskie 100-złotówki (1982) oraz w Mennicy Państwowej okolicznościowe 1000-złotówki (1982 i 1983) | awers i rewers |
| 46  | 200 złotych | 1983 | 300 lat odsieczy wiedeńskiej, Jan III Sobieski                         | srebro (Ag750) | 33            | 17,6      | lustrzany    | 11 000 | Stanisława Wątróbska                                           | 6 maja 1983          | 317       | z takim samym rysunkiem rewersu wybito w miedzioniklu okolicznościową 50-złotówkę (1983) | awers i rewers |
| 47  | 200 złotych | 1984 | XIV zimowe igrzyska olimpijskie Sarajewo 1984                          | srebro (Ag750) | 33            | 17,6      | lustrzany    | 15 000 | Stanisława Wątróbska                                           | 29 października 1983 | 318       | | awers i rewers |
| 48  | 200 złotych | 1984 | Igrzyska XXIII olimpiady Los Angeles 1984                              | srebro (Ag750) | 33            | 17,6      | lustrzany    | 16 000 | awers – Stanisława Wątróbska rewers – Ewa Tyc-Karpińska        | 29 października 1983 | 319       | | awers i rewers |

### 500 złotych[40][1]
| Lp. | Nominał     | Rok  | Nazwa                                             | Parametry      | Parametry     | Parametry | Parametry | Nakład | Projekt                                                    | Wprowadzona          | Nr Parch. | Uwagi | Zdjęcie        |
| Lp. | Nominał     | Rok  | Nazwa                                             | Materiał       | Średnica (mm) | Masa (g)  | Stempel   | Nakład | Projekt                                                    | Wprowadzona          | Nr Parch. | Uwagi | Zdjęcie        |
| --- | ----------- | ---- | ------------------------------------------------- | -------------- | ------------- | --------- | --------- | ------ | ---------------------------------------------------------- | -------------------- | --------- | --- | -------------- |
| 49  | 500 złotych | 1976 | Tadeusz Kościuszko (profil)                       | złoto (Au900)  | 32            | 29,95     | lustrzany | 2318   | awers – Stanisława Wątróbska rewers – Stanisław Plęskowski | 25 lutego 1976       | 320       | - istnieje również próba kolekcjonerska w złocie (314 szt.) - z takim samym wzorem rewersu wybito w srebrze kolekcjonerską 100-złotówkę (1976) | awersrewers    |
| 50  | 500 złotych | 1976 | Kazimierz Pułaski (profil)                        | złoto (Au900)  | 32            | 29,95     | lustrzany | 2315   | Stanisława Wątróbska                                       | 25 lutego 1976       | 321       | - istnieje również próba kolekcjonerska w złocie (314 szt.) - z takim samym wzorem rewersu wybito w srebrze kolekcjonerską 100-złotówkę (1976) | awers i rewers |
| 51  | 500 złotych | 1984 | Ochrona środowiska – łabędź z młodymi             | srebro (Ag750) | 32            | 16,5      | lustrzany | 10 000 | awers – Stanisława Wątróbska rewers – Ewa Olszewska-Borys  | 16 października 1984 | 322       | | awers i rewers |
| 52  | 500 złotych | 1985 | Przemysł II (popiersie)                           | srebro (Ag750) | 32            | 16,5      | lustrzany | 8000   | awers – Ewa Tyc-Karpińska rewers – Stanisława Wątróbska    | 10 maja 1985         | 323       | z takim samym rysunkiem rewersu wybito w miedzioniklu okolicznościową 100-złotówkę (1985)                                                      | awers i rewers |
| 53  | 500 złotych | 1985 | Ochrona środowiska – wiewiórka                    | srebro (Ag750) | 32            | 16,5      | lustrzany | 8000   | awers – Ewa Tyc-Karpińska rewers – Stanisława Wątróbska    | 3 sierpnia 1985      | 324       | | awers i rewers |
| 54  | 500 złotych | 1985 | 40 lat ONZ                                        | srebro (Ag750) | 32            | 16,5      | lustrzany | 10 000 | awers – Ewa Tyc-Karpińska rewers – Stanisława Wątróbska    | 3 sierpnia 1985      | 325       | | awers i rewers |
| 55  | 500 złotych | 1986 | XIII mistrzostwa świata w piłce nożnej Meksyk '86 | srebro (Ag750) | 32            | 16,5      | lustrzany | 15 500 | Ewa Tyc-Karpińska                                          | 30 stycznia 1986     | 326       | | awers i rewers |
| 56  | 500 złotych | 1986 | Władysław I Łokietek (popiersie)                  | srebro (Ag750) | 32            | 16,5      | lustrzany | 8000   | awers – Ewa Tyc-Karpińska rewers – Stanisława Wątróbska    | 24 czerwca 1986      | 327       | z takim samym rysunkiem rewersu wybito w miedzioniklu okolicznościową 100-złotówkę (1986)                                                      | awers i rewers |
| 57  | 500 złotych | 1986 | Ochrona środowiska – sowa z młodymi               | srebro (Ag750) | 32            | 16,5      | lustrzany | 12 000 | Ewa Tyc-Karpińska                                          | 24 czerwca 1986      | 328       | | awers i rewers |
| 58  | 500 złotych | 1987 | Kazimierz III Wielki (popiersie)                  | srebro (Ag750) | 32            | 16,5      | lustrzany | 8000   | Ewa Tyc-Karpińska                                          | 8 grudnia 1987       | 329       | z takim samym rysunkiem rewersu wybito w miedzioniklu okolicznościową 100-złotówkę (1987)                                                      | awers i rewers |
| 59  | 500 złotych | 1987 | XV zimowe igrzyska olimpijskie 1988               | srebro (Ag750) | 32            | 16,5      | lustrzany | 15 000 | Ewa Tyc-Karpińska                                          | 8 grudnia 1987       | 330       | | awers i rewers |
| 60  | 500 złotych | 1987 | Igrzyska XXIV olimpiady 1988                      | srebro (Ag750) | 32            | 16,5      | lustrzany | 15 000 | Ewa Tyc-Karpińska                                          | 8 grudnia 1987       | 331       | | awers i rewers |
| 61  | 500 złotych | 1987 | Mistrzostwa Europy w piłce nożnej 1988            | srebro (Ag750) | 32            | 16,5      | lustrzany | 12 000 | awers – Ewa Tyc-Karpińska rewers – Tadeusz Tchórzewski     | 8 grudnia 1987       | 332       | | awers i rewers |
| 62  | 500 złotych | 1988 | Jadwiga (popiersie)                               | srebro (Ag750) | 32            | 16,5      | lustrzany | 8000   | awers – Ewa Tyc-Karpińska rewers – Stanisława Wątróbska    | ?                    | 333       | z takim samym rysunkiem rewersu wybito w miedzioniklu okolicznościową 100-złotówkę (1988)                                                      | awers i rewers |
| 63  | 500 złotych | 1988 | XIV mistrzostwa świata w piłce nożnej Włochy 1990 | srebro (Ag750) | 32            | 16,5      | lustrzany | 15 000 | Ewa Tyc-Karpińska                                          | ?                    | 334       | | awers i rewers |

### 1000 złotych[41][36][1]
| Lp. | Nominał      | Rok  | Nazwa                                    | Parametry      | Parametry     | Parametry | Parametry | Nakład | Projekt                                                 | Wprowadzona         | Nr Parch. | Uwagi | Zdjęcie        |
| Lp. | Nominał      | Rok  | Nazwa                                    | Materiał       | Średnica (mm) | Masa (g)  | Stempel   | Nakład | Projekt                                                 | Wprowadzona         | Nr Parch. | Uwagi | Zdjęcie        |
| --- | ------------ | ---- | ---------------------------------------- | -------------- | ------------- | --------- | --------- | ------ | ------------------------------------------------------- | ------------------- | --------- | --- | -------------- |
| 64  | 1000 złotych | 1982 | Jan Paweł II (profil)                    | srebro (Ag625) | 31            | 14,5      | zwykły    | ?      | Stanisława Wątróbska                                    | 5 października 1982 | 337a      | - moneta dystrybuowana przez NBP w pudełkach jako wyselekcjonowana z okolicznościowej emisji (803 100 szt.) - z takim samym wzorem rewersu w mennicy Valcambi wyemitowano kolekcjonerskie 100- i 200 złotych (1982)                                                                                                 | awers i rewers |
| 65  | 1000 złotych | 1983 | Jan Paweł II (profil)                    | srebro (Ag625) | 31            | 14,5      | zwykły    | ?      | Stanisława Wątróbska                                    | 5 października 1982 | 337b      | - moneta dystrybuowana przez NBP w pudełkach jako wyselekcjonowana z okolicznościowej emisji (1 529 960 szt.) - z takim samym wzorem rewersu w mennicy Valcambi wyemitowano kolekcjonerskie 100- i 200 złotych (1982)                                                                                               | awers i rewers |
| 66  | 1000 złotych | 1983 | Jan Paweł II (profil)                    | srebro (Ag625) | 31            | 14,5      | lustrzany | 10 000 | Stanisława Wątróbska                                    | 5 października 1982 | 337c      | - istnieje również okolicznościowa emisja (1 529 960 szt.) - z takim samym wzorem rewersu w mennicy Valcambi wyemitowano kolekcjonerskie 100- i 200 złotych (1982) | awers i rewers |
| 67  | 1000 złotych | 1982 | Jan Paweł II (z pastorałem z półprofilu) | złoto (Au900)  | 18            | 3,4       | zwykły    | 900    | Stanisława Wątróbska                                    | 5 października 1982 | 338a      | - bita przez szwajcarską mennicę Valcambi za zgodą NBP - z takim samym wzorem rewersu w mennicy Valcambi w złocie wyemitowano 2000- oraz 10 000 złotych, a w Mennicy Państwowej w srebrze próbne kolekcjonerskie 1000 złotych (1982) oraz również w srebrze okolicznościowe i kolekcjonerskie 10 000 złotych (1987) | awersrewers    |
| 68  | 1000 złotych | 1982 | Jan Paweł II (z pastorałem z półprofilu) | złoto (Au900)  | 18            | 3,4       | lustrzany | 1700   | Stanisława Wątróbska                                    | 5 października 1982 | 338b      | - bita przez szwajcarską mennicę Valcambi za zgodą NBP - z takim samym wzorem rewersu w mennicy Valcambi w złocie wyemitowano 2000- oraz 10 000 złotych, a w Mennicy Państwowej w srebrze próbne kolekcjonerskie 1000 złotych (1982) oraz również w srebrze okolicznościowe i kolekcjonerskie 10 000 złotych (1987) | awers i rewers |
| 69  | 1000 złotych | 1987 | Jan Paweł II (z pastorałem z profilu)    | złoto (Au999)  | 18            | 3,1       | lustrzany | 201    | Stanisława Wątróbska                                    | 14 listopada 1987   | 339       | z takim samym wzorem rewersu wybito w złocie kolekcjonerskie: 2000-, 5000-, 10 000- oraz 200 000 złotych (1987) | awersrewers    |
| 70  | 1000 złotych | 1988 | Jan Paweł II, X lat pontyfikatu          | złoto (Au999)  | 18            | 3,1       | lustrzany | 1000   | awers – Stanisława Wątróbska rewers – Ewa Tyc-Karpińska | ?                   | 340       | z takim samym wzorem rewersu wybito w złocie kolekcjonerskie: 2000-, 5000-, 10 000-, 200 000- oraz w srebrze 10 000 złotych (1988) | awersrewers    |
| 71  | 1000 złotych | 1989 | Jan Paweł II (na tle kratki)             | złoto (Au999)  | 18            | 3,1       | lustrzany | 1000   | awers – Stanisława Wątróbska rewers – Ewa Tyc-Karpińska | ?                   | 341       | z takim samym wzorem rewersu wybito w złocie kolekcjonerskie: 2000-, 5000-, 10 000-, 200 000- oraz w srebrze 10 000 złotych (1989) | awersrewers    |

### 2000 złotych[42][36][1]
| Lp. | Nominał      | Rok  | Nazwa                                                       | Parametry     | Parametry     | Parametry | Parametry | Nakład | Projekt                                                    | Wprowadzona         | Nr Parch. | Uwagi | Zdjęcie        |
| Lp. | Nominał      | Rok  | Nazwa                                                       | Materiał      | Średnica (mm) | Masa (g)  | Stempel   | Nakład | Projekt                                                    | Wprowadzona         | Nr Parch. | Uwagi | Zdjęcie        |
| --- | ------------ | ---- | ----------------------------------------------------------- | ------------- | ------------- | --------- | --------- | ------ | ---------------------------------------------------------- | ------------------- | --------- | --- | -------------- |
| 72  | 2000 złotych | 1977 | Fryderyk Chopin                                             | złoto (Au900) | 21            | 8         | lustrzany | 4000   | awers – Stanisława Wątróbska rewers – Jerzy Jarnuszkiewicz | 25 kwietnia 1977    | 342       | z takim samym wzorem rewersu wybito w srebrze kolekcjonerską 50-złotówkę (1972 i 1974) | awersrewers    |
| 73  | 2000 złotych | 1979 | Mikołaj Kopernik                                            | złoto (Au900) | 21            | 8         | lustrzany | 5000   | Stanisława Wątróbska                                       | 26 stycznia 1979    | 343       | z takim samym wzorem rewersu wybito próbną kolekcjonerską 100-złotówkę (1973) | awers i rewers |
| 74  | 2000 złotych | 1979 | Maria Skłodowska-Curie                                      | złoto (Au900) | 21            | 8         | lustrzany | 5000   | awers – Stanisława Wątróbska rewers – Anna Jarnuszkiewicz  | 31 sierpnia 1979    | 344       | z takim samym wzorem rewersu wybito w srebrze: kolekcjonerską 100-złotówkę (1974) oraz próbną kolekcjonerską 100-złotówkę (1974) | awersrewers    |
| 75  | 2000 złotych | 1979 | Mieszko I (popiersie)                                       | złoto (Au900) | 21            | 8         | lustrzany | 3000   | Stanisława Wątróbska                                       | 31 grudnia 1979     | 345       | z takim samym rysunkiem rewersu wybito w miedzioniklu okolicznościową 50-złotówkę oraz w srebrze kolekcjonerską 200-złotówkę | awersrewers    |
| 76  | 2000 złotych | 1980 | XIII zimowe igrzyska olimpijskie Lake Placid 1980 (skoczek) | złoto (Au900) | 21            | 8         | lustrzany | 5250   | Stanisława Wątróbska                                       | 31 sierpnia 1979    | 346       | z takim samym wzorem rewersu wybito w srebrze kolekcjonerską 200-złotówkę (1980) | awers i rewers |
| 77  | 2000 złotych | 1980 | Bolesław I Chrobry                                          | złoto (Au900) | 21            | 8         | lustrzany | 2500   | Stanisława Wątróbska                                       | 7 sierpnia 1980     | 347       | z takim samym rysunkiem rewersu wybito w miedzioniklu okolicznościową 50-złotówkę oraz w srebrze kolekcjonerską 200-złotówkę | awersrewers    |
| 78  | 2000 złotych | 1980 | Kazimierz I Odnowiciel                                      | złoto (Au900) | 21            | 8         | lustrzany | 2500   | awers – Stanisława Wątróbska rewers – Ewa Olszewska-Borys  | 28 listopada 1980   | 348       | z takim samym rysunkiem rewersu wybito w miedzioniklu okolicznościową 50-złotówkę oraz w srebrze kolekcjonerską 200-złotówkę | awersrewers    |
| 79  | 2000 złotych | 1981 | Bolesław II Śmiały                                          | złoto (Au900) | 21            | 8         | lustrzany | 3000   | awers – Stanisława Wątróbska rewers – Ewa Olszewska-Borys  | 15 maja 1981        | 349       | z takim samym rysunkiem rewersu wybito w miedzioniklu okolicznościową 50-złotówkę oraz w srebrze kolekcjonerską 200-złotówkę | awers i rewers |
| 80  | 2000 złotych | 1981 | Władysław I Herman                                          | złoto (Au900) | 21            | 8         | lustrzany | 3113   | Stanisława Wątróbska                                       | 15 maja 1981        | 350       | z takim samym rysunkiem rewersu wybito w miedzioniklu okolicznościową 50-złotówkę oraz w srebrze kolekcjonerską 200-złotówkę | awers i rewers |
| 81  | 2000 złotych | 1982 | Jan Paweł II (z pastorałem z półprofilu)                    | złoto (Au900) | 23            | 6,8       | zwykły    | 500    | Stanisława Wątróbska                                       | 5 października 1982 | 351a      | - bita przez szwajcarską mennicę Valcambi za zgodą NBP - z takim samym wzorem rewersu w mennicy Valcambi w złocie wyemitowano 1000- oraz 10 000 złotych, a w Mennicy Państwowej w srebrze próbne kolekcjonerskie 1000 złotych (1982) oraz również w srebrze okolicznościowe i kolekcjonerskie 10 000 złotych (1987) | awersrewers    |
| 82  | 2000 złotych | 1982 | Jan Paweł II (z pastorałem z półprofilu)                    | złoto (Au900) | 23            | 6,8       | lustrzany | 1250   | Stanisława Wątróbska                                       | 5 października 1982 | 351b      | - bita przez szwajcarską mennicę Valcambi za zgodą NBP - z takim samym wzorem rewersu w mennicy Valcambi w złocie wyemitowano 1000- oraz 10 000 złotych, a w Mennicy Państwowej w srebrze próbne kolekcjonerskie 1000 złotych (1982) oraz również w srebrze okolicznościowe i kolekcjonerskie 10 000 złotych (1987) | awers i rewers |
| 83  | 2000 złotych | 1987 | Jan Paweł II (z pastorałem z profilu)                       | złoto (Au999) | 22            | 7,7       | lustrzany | 201    | Stanisława Wątróbska                                       | 14 listopada 1987   | 352       | z takim samym wzorem rewersu wybito w złocie kolekcjonerskie: 1000-, 5000-, 10 000- oraz 200 000 złotych (1987) | awersrewers    |
| 84  | 2000 złotych | 1988 | Jan Paweł II, X lat pontyfikatu                             | złoto (Au999) | 22            | 7,7       | lustrzany | 1000   | awers – Stanisława Wątróbska rewers – Ewa Tyc-Karpińska    | ?                   | 353       | z takim samym wzorem rewersu wybito kolekcjonerskie: w złocie: 1000-, 5000-, 10 000-, 200 000- oraz w srebrze 10 000 złotych (1988) | awers i rewers |
| 85  | 2000 złotych | 1989 | Jan Paweł II (na tle kratki)                                | złoto (Au999) | 22            | 7,7       | lustrzany | 1000   | awers – Stanisława Wątróbska rewers – Ewa Tyc-Karpińska    | ?                   | 354       | z takim samym wzorem rewersu wybito w złocie kolekcjonerskie: 1000-, 5000-, 10 000-, 200 000- oraz w srebrze 10 000 złotych (1989) | awersrewers    |

### 5000 złotych[43][1]
| Lp. | Nominał      | Rok  | Nazwa                                                         | Parametry      | Parametry     | Parametry | Parametry | Nakład | Projekt                                                      | Wprowadzona       | Nr Parch. | Uwagi | Zdjęcie        |
| Lp. | Nominał      | Rok  | Nazwa                                                         | Materiał       | Średnica (mm) | Masa (g)  | Stempel   | Nakład | Projekt                                                      | Wprowadzona       | Nr Parch. | Uwagi | Zdjęcie        |
| --- | ------------ | ---- | ------------------------------------------------------------- | -------------- | ------------- | --------- | --------- | ------ | ------------------------------------------------------------ | ----------------- | --------- | --- | -------------- |
| 86  | 5000 złotych | 1987 | Jan Paweł II (z pastorałem z profilu)                         | złoto (Au999)  | 27            | 15,5      | lustrzany | 201    | Stanisława Wątróbska                                         | 14 listopada 1987 | 355       | z takim samym wzorem rewersu wybito w złocie kolekcjonerskie: 1000-, 2000-, 10 000- oraz 200 000 złotych (1987)                     | awers i rewers |
| 87  | 5000 złotych | 1988 | Jan Paweł II, X lat pontyfikatu                               | złoto (Au999)  | 27            | 15,5      | lustrzany | 1000   | awers – Stanisława Wątróbska rewers – Ewa Tyc-Karpińska      | ?                 | 356       | z takim samym wzorem rewersu wybito kolekcjonerskie: w złocie: 1000-, 2000-, 10 000-, 200 000- oraz w srebrze 10 000 złotych (1988) | awersrewers    |
| 88  | 5000 złotych | 1989 | Jan Paweł II (na tle kratki)                                  | złoto (Au999)  | 27            | 15,5      | lustrzany | 1000   | awers – Stanisława Wątróbska rewers – Ewa Tyc-Karpińska      | ?                 | 357       | z takim samym wzorem rewersu wybito kolekcjonerskie: w złocie: 1000-, 2000-, 10 000-, 200 000- oraz w srebrze 10 000 złotych (1989) | awers i rewers |
| 89  | 5000 złotych | 1989 | Ratujemy zabytki Torunia (kamienice)                          | srebro (Ag750) | 32            | 16,5      | lustrzany | 20 000 | Ewa Tyc-Karpińska                                            | ?                 | 358       | | awers i rewers |
| 90  | 5000 złotych | 1989 | Toruń (Mikołaj Kopernik)                                      | srebro (Ag750) | 32            | 16,5      | lustrzany | 20 000 | Ewa Tyc-Karpińska                                            | ?                 | 359       | | awers i rewers |
| 91  | 5000 złotych | 1989 | Żołnierz polski na frontach II wojny światowej – Westerplatte | srebro (Ag750) | 32            | 16,5      | lustrzany | 25 000 | awers – Ewa Tyc-Karpińska rewers – Bohdan Chmielewski        | ?                 | 360       | | awers i rewers |
| 92  | 5000 złotych | 1989 | Władysław II Jagiełło (popiersie)                             | srebro (Ag750) | 32            | 16,5      | lustrzany | 8000   | awers – Ewa Tyc-Karpińska rewers – Anna Wątróbska-Wdowtarska | ?                 | 361       | z takim samym rysunkiem rewersu wybito w miedzioniklu okolicznościową 500-złotówkę                                                  | awersrewers    |
| 93  | 5000 złotych | 1989 | Władysław II Jagiełło (półpostać)                             | srebro (Ag750) | 32            | 16,5      | lustrzany | 2500   | awers – Ewa Tyc-Karpińska rewers – Stanisława Wątróbska      | ?                 | 362       | | awersrewers    |

### 10 000złotych[44][36][1]
| Lp. | Nominał        | Rok  | Nazwa                                    | Parametry      | Parametry     | Parametry | Parametry | Nakład | Projekt                                                 | Wprowadzona         | Nr Parch. | Uwagi | Zdjęcie        |
| Lp. | Nominał        | Rok  | Nazwa                                    | Materiał       | Średnica (mm) | Masa (g)  | Stempel   | Nakład | Projekt                                                 | Wprowadzona         | Nr Parch. | Uwagi | Zdjęcie        |
| --- | -------------- | ---- | ---------------------------------------- | -------------- | ------------- | --------- | --------- | ------ | ------------------------------------------------------- | ------------------- | --------- | --- | -------------- |
| 94  | 10 000 złotych | 1982 | Jan Paweł II (z pastorałem z półprofilu) | złoto (Au900)  | 40            | 34,5      | zwykły    | 200    | Stanisława Wątróbska                                    | 5 października 1982 | 363a      | - bita przez szwajcarską mennicę Valcambi za zgodą NBP - z takim samym wzorem rewersu w mennicy Valcambi w złocie wyemitowano 1000- oraz 2000 złotych, a w Mennicy Państwowej w srebrze próbne kolekcjonerskie 1000 złotych (1982) oraz również w srebrze okolicznościowe i kolekcjonerskie 10 000 złotych (1987) | awers i rewers |
| 95  | 10 000 złotych | 1982 | Jan Paweł II (z pastorałem z półprofilu) | złoto (Au900)  | 40            | 34,5      | lustrzany | 700    | Stanisława Wątróbska                                    | 5 października 1982 | 363b      | - bita przez szwajcarską mennicę Valcambi za zgodą NBP - z takim samym wzorem rewersu w mennicy Valcambi w złocie wyemitowano 1000- oraz 2000 złotych, a w Mennicy Państwowej w srebrze próbne kolekcjonerskie 1000 złotych (1982) oraz również w srebrze okolicznościowe i kolekcjonerskie 10 000 złotych (1987) | awers i rewers |
| 96  | 10 000 złotych | 1987 | Jan Paweł II (z pastorałem z półprofilu) | srebro (Ag750) | 35            | 19,3      | lustrzany | 15 000 | Stanisława Wątróbska                                    | 28 maja 1987        | 364b      | - istnieje również wersja okolicznościowa bita stemplem zwykłym w nakładzie 908 820 szt. - z takim samym wzorem rewersu w mennicy Valcambi w złocie wyemitowano 1000-, 2000-, oraz 10 000 złotych (1982), a w Mennicy Państwowej w srebrze próbne kolekcjonerskie 1000 złotych (1982)                             | awers i rewers |
| 97  | 10 000 złotych | 1987 | Jan Paweł II (z pastorałem z profilu)    | złoto (Au900)  | 32            | 31,1      | lustrzany | 201    | Stanisława Wątróbska                                    | 14 listopada 1987   | 365       | z takim samym wzorem rewersu wybito w złocie kolekcjonerskie: 1000-, 2000-, 5000- oraz 200 000 złotych (1987) | awers i rewers |
| 98  | 10 000 złotych | 1988 | Jan Paweł II, X lat pontyfikatu          | srebro (Ag999) | 32            | 31,1      | lustrzany | 5000   | awers – Stanisława Wątróbska rewers – Ewa Tyc-Karpińska | ?                   | 366a      | z takim samym wzorem rewersu wybito w złocie kolekcjonerskie: 1000-, 2000-, 5000- oraz 200 000 złotych (1988) | awers i rewers |
| 99  | 10 000 złotych | 1988 | Jan Paweł II, X lat pontyfikatu          | złoto (Au999)  | 32            | 31,1      | lustrzany | 1000   | awers – Stanisława Wątróbska rewers – Ewa Tyc-Karpińska | ?                   | 366b      | z takim samym wzorem rewersu wybito w złocie kolekcjonerskie: 1000-, 2000-, 5000- oraz 200 000 złotych (1988) | awersrewers    |
| 100 | 10 000 złotych | 1988 | Jan Paweł II, X lat pontyfikatu          | złoto (Au999)  | 32            | 31,1      | zwykły    | 1000   | awers – Stanisława Wątróbska rewers – Ewa Tyc-Karpińska | ?                   | 366c      | z takim samym wzorem rewersu wybito w złocie kolekcjonerskie: 1000-, 2000-, 5000- oraz 200 000 złotych (1988) | awersrewers    |
| 101 | 10 000 złotych | 1988 | Jan Paweł II (na tle cienkiego krzyża)   | srebro (Ag999) | 32            | 31,1      | lustrzany | 5000   | awers – Stanisława Wątróbska rewers – Ewa Tyc-Karpińska | ?                   | 367       | | awersrewers    |
| 102 | 10 000 złotych | 1989 | Jan Paweł II (na tle grubego krzyża)     | srebro (Ag999) | 32            | 31,1      | lustrzany | 5000   | awers – Stanisława Wątróbska rewers – Ewa Tyc-Karpińska | ?                   | 368       | | awers i rewers |
| 103 | 10 000 złotych | 1989 | Jan Paweł II (na tle kratki)             | srebro (Ag999) | 32            | 31,1      | lustrzany | 5000   | awers – Stanisława Wątróbska rewers – Ewa Tyc-Karpińska | ?                   | 369a      | z takim samym wzorem rewersu wybito w złocie kolekcjonerskie: 1000-, 2000-, 5000- oraz 200 000 złotych (1989) | awersrewers    |
| 104 | 10 000 złotych | 1989 | Jan Paweł II (na tle kratki)             | złoto (Au999)  | 32            | 31,1      | lustrzany | 1000   | awers – Stanisława Wątróbska rewers – Ewa Tyc-Karpińska | ?                   | 369b      | z takim samym wzorem rewersu wybito w złocie kolekcjonerskie: 1000-, 2000-, 5000- oraz 200 000 złotych (1989) | awersrewers    |
| 105 | 10 000 złotych | 1989 | Jan Paweł II (na tle kratki)             | złoto (Au999)  | 32            | 31,1      | zwykły    | 1000   | awers – Stanisława Wątróbska rewers – Ewa Tyc-Karpińska | ?                   | 369c      | z takim samym wzorem rewersu wybito w złocie kolekcjonerskie: 1000-, 2000-, 5000- oraz 200 000 złotych (1989) | awersrewers    |

### 20 000złotych[27][1]
| Lp. | Nominał        | Rok  | Nazwa                                                       | Parametry      | Parametry     | Parametry | Parametry | Nakład | Projekt                                                 | Wprowadzona | Nr Parch. | Zdjęcie        |
| Lp. | Nominał        | Rok  | Nazwa                                                       | Materiał       | Średnica (mm) | Masa (g)  | Stempel   | Nakład | Projekt                                                 | Wprowadzona | Nr Parch. | Zdjęcie        |
| --- | -------------- | ---- | ----------------------------------------------------------- | -------------- | ------------- | --------- | --------- | ------ | ------------------------------------------------------- | ----------- | --------- | -------------- |
| 106 | 20 000 złotych | 1989 | XIV mistrzostwa świata w piłce nożnej Włochy 1990 (piłka)   | srebro (Ag750) | 35            | 19,3      | lustrzany | 25 000 | awers – Stanisława Wątróbska rewers – Ewa Tyc-Karpińska | ?           | 370       | awers i rewers |
| 107 | 20 000 złotych | 1989 | XIV mistrzostwa świata w piłce nożnej Włochy 1990 (piłkarz) | srebro (Ag750) | 35            | 19,3      | lustrzany | 25 000 | awers – Stanisława Wątróbska rewers – Ewa Tyc-Karpińska | ?           | 371       | awers i rewers |

### 50 000złotych[45][1]
| Lp. | Nominał        | Rok  | Nazwa                                                   | Parametry      | Parametry     | Parametry | Parametry | Nakład | Projekt                                                  | Wprowadzona          | Nr Parch. | Uwagi                                                                                    | Zdjęcie        |
| Lp. | Nominał        | Rok  | Nazwa                                                   | Materiał       | Średnica (mm) | Masa (g)  | Stempel   | Nakład | Projekt                                                  | Wprowadzona          | Nr Parch. | Uwagi                                                                                    | Zdjęcie        |
| --- | -------------- | ---- | ------------------------------------------------------- | -------------- | ------------- | --------- | --------- | ------ | -------------------------------------------------------- | -------------------- | --------- | ---------------------------------------------------------------------------------------- | -------------- |
| 108 | 50 000 złotych | 1988 | Józef Piłsudski, 70. rocznica odzyskania niepodległości | srebro (Ag750) | 35            | 19,3      | lustrzany | 20 000 | awers – Stanisława Wątróbska rewers – Bohdan Chmielewski | 25 października 1988 | 372b      | istnieje również wersja okolicznościowa bita stemplem zwykłym w nakładzie 1 000 000 szt. | awers i rewers |

### 200 000złotych[46][1]
| Lp. | Nominał         | Rok  | Nazwa                                 | Parametry     | Parametry     | Parametry | Parametry | Nakład | Projekt                                                 | Wprowadzona       | Nr Parch. | Uwagi | Zdjęcie     |
| Lp. | Nominał         | Rok  | Nazwa                                 | Materiał      | Średnica (mm) | Masa (g)  | Stempel   | Nakład | Projekt                                                 | Wprowadzona       | Nr Parch. | Uwagi | Zdjęcie     |
| --- | --------------- | ---- | ------------------------------------- | ------------- | ------------- | --------- | --------- | ------ | ------------------------------------------------------- | ----------------- | --------- | --- | ----------- |
| 109 | 200 000 złotych | 1987 | Jan Paweł II (z pastorałem z profilu) | złoto (Au999) | 70            | 373,2     | lustrzany | 101    | Stanisława Wątróbska                                    | 14 listopada 1987 | 373       | z takim samym wzorem rewersu wybito w złocie kolekcjonerskie: 1000-, 2000-, 5000- oraz 10 000 złotych (1987) | awersrewers |
| 110 | 200 000 złotych | 1988 | Jan Paweł II, X lat pontyfikatu       | złoto (Au999) | 70            | 373,2     | lustrzany | 300    | awers – Stanisława Wątróbska rewers – Ewa Tyc-Karpińska | ?                 | 374       | z takim samym wzorem rewersu wybito w złocie kolekcjonerskie: 1000-, 2000-, 5000- oraz 10 000 złotych (1988) | awersrewers |
| 111 | 200 000 złotych | 1989 | Jan Paweł II (na tle kratki)          | złoto (Au999) | 70            | 373,2     | lustrzany | 200    | awers – Stanisława Wątróbska rewers – Ewa Tyc-Karpińska | ?                 | 375       | z takim samym wzorem rewersu wybito w złocie kolekcjonerskie: 1000-, 2000-, 5000- oraz 10 000 złotych (1989) | awersrewers |